# 张力夫
张力夫（1952年5月—），海南东方（原属广东省）人，研究生学历，中华人民共和国政府官员。
毕业于广东省委党校理论师资本科班及中央党校理论部中共党史专业研究生班，1977年6月加入中国共产党。历任广东省海南黎族苗族自治州东方县国营尧文农场工人、小学教师、政治处教员、宣传干事、工会干事、广东省海南黎族苗族自治州（海南省）委党校党史、党建教研室副主任、中共海南省委党校通什教学点领导小组成员、领导科学教研室副主任、儋州市委副书记、副市长、琼中黎族苗族自治县委书记、县人大常委会主任、陵水黎族自治县委书记、儋州市委书记、儋州市人大常委会主任、海南省农垦总局局长。2008年1月任海南省政协副主席，2011年7月任海南省人大常委会副主任。
2016年3月30日，中纪委通报其涉嫌严重违纪，受到开除党籍处分，按照副科级待遇退休。